# Godbrange
Godbrange (Luxemburgs: Guedber, Duits: Godbringen) is een plaats in de gemeente Junglinster en het kanton Grevenmacher in Luxemburg.
Godbrange telt 437 inwoners (2001).